# Rocky III
Rocky III är en amerikansk film som hade biopremiär i USA den 28 maj 1982.

## Handling
Efter att ha blivit mästare hamnar Rocky på tidningsomslag, blir gäst i TV-program och hans ansikte pryder både t-shirts och chokladkakor. Men samtidigt kämpar den självsäkra och brutala boxaren Clubber Lang för att bli lika bra, om inte bättre än Rocky och vinner fler och fler matcher. Rocky och tränaren Micky vill dra sig tillbaka och när Rocky avslöjar sina planer för sina fans utbrister en person i folksamlingen att han kan vinna över Rocky när som helst, mannen är Clubber Lang. Rocky vill anta utmaningen och lyckas till sist övertala Micky att träna honom för en sista match. Inför matchen dör dock tränaren Micky i en hjärtinfarkt och Rocky blir till råga på allt besegrad av den brutale utmanaren Clubber Lang. Den tidigare världsmästaren Apollo Creed kontaktar då Rocky och vill bli hans nya tränare. Tillsammans tränar de stenhårt för att Rocky ska återfå "the eye of the tiger" och besegra Clubber Lang en gång för alla.

## Om filmen och budskap
Rocky III regisserades av Sylvester Stallone, som även skrev manuset till den, som han har gjort till alla Rocky-filmerna. 
Filmens budskap är att stor och stark alltid inte är bäst i ringen, Rocky som tränar snabbhet besegrar till sist den starke Clubber.

## Rollista (urval)
| Sylvester Stallone | – Rocky          |
| Talia Shire        | – Adrian         |
| Burt Young         | – Paulie         |
| Burgess Meredith   | – Micky Goldmill |
| Mr. T              | – Clubber Lang   |
| Carl Weathers      | – Apollo Creed   |
| Hulk Hogan         | – Thunderlips    |